# Грасиас а Диос
Грасиас а Диос (на испански: Gracias a Dios) е един от 18-те департамента на централноамериканската държава Хондурас. Населението е 94 450 жители (приб. оц. 2015 г.), а общата му площ e 16 630 км². Създаден е през 1957 г.

## Общини
Департаментът се състои от 6 общини, някои от тях са:
1. Брус Лагуна
2. Пуерто Лемпира
3. Хуан Франсиско Булнес